# Slanački put
Le Slanački put (en serbe cyrillique : Сланачки пут ; en français : la route de Slanci) est une route de Serbie. Elle relie Belgrade à la localité Slanci et constitue l'une des artères les plus importantes des quartiers et faubourgs nord de la capitale serbe.

## Parcours
Le Slanački put naît à Belgrade, dans la municipalité de Palilula, à la hauteur de la rue Višnjička. Pendant la totalité de son parcours, la route s'oriente vers l'est-sud-est. Dans la partie urbaine de la capitale serbe, elle longe le cimetière de Lešće.

## Transports
La route est desservie par trois lignes de bus de la société GSP Beograd, soit les lignes 35 (Trg Republike – Cimetière de Lešće), 35L (Omladinski stadion – Cimetière de Lešće) et 202 (Omladinski stadion – Veliko Selo).